# Biliran
Biliran es un municipio de la provincia de Biliran, Filipinas. Conforme al censo de 2015, tiene una población de 16 882 habitantes.

## Barangayes
Biliran se encuentra subdividido administrativamente en 11 barangayes.
- Bato
- Burabod
- Busali
- Hugpa
- Julita
- Canila
- Pinangumhan
- San Isidro (Pob.)
- San Roque (Pob.)
- Sanggalang
- Villa Enage (Baras)